# Adamiuk (nazwisko)
Adamiuk (forma żeńska: Adamiuk, liczba mnoga: Adamiukowie) – polskie nazwisko.

## Etymologia nazwiska
Nazwisko pochodzi prawdopodobnie od imienia Adam (→ Adami–uk). Adam, to imię biblijne występujące w Polsce bardzo często od XII wieku. Geneza imienia nie jest jednoznaczna, być może pochodzi od hebrajskiego adhamah → ziemia lub od sumeryjskiego ada–mu → mój ojciec, albo od akadyjskiego ad–mu → narodzenie, czy też od arabskiego adama → przylgnąć. Nazwisko notowane od 1662 roku.

## Demografia
Na początku lat 90. XX wieku w Polsce mieszkało 707 osób o tym nazwisku, najwięcej w dawnym województwie: bielskopodlaskim – 191, białostockim – 176 i katowickim – 40. W 2002 roku według bazy PESEL mieszkało w Polsce 658 osób o nazwisku Adamiuk, najwięcej w powiatach bialskim i hajnowskim.